# Live Forever
Live Forever ist ein Lied der britischen Britpop-Rockband Oasis, das von Noel Gallagher verfasst wurde. Es war die dritte Singleauskopplung ihres Debütalbums Definitely Maybe und wurde noch vor dessen Erscheinen am 8. August 1994 veröffentlicht.

## Entstehung
Der Song entstand 1991 in einem Lagerhaus in Manchester, in das Gallagher versetzt worden war, nachdem er sich bei einem Arbeitsunfall den rechten Fuß verletzt hatte. Während er dort ein paar Akkorde auf der Gitarre spielte, lief der Rolling-Stones-Song Shine a Light. Er bemerkte, dass die Melodie in dessen Refrain zu seinen Akkorden passte und änderte den Text in „Maybe I don’t really want to know“. Nach einiger Zeit, in der der Song nur aus dieser einen Zeile bestand, echauffierte sich Gallagher über ein Interview mit Kurt Cobain, in dem dieser den Song I hate myself and I want to die erwähnte. Gallagher regte sich darüber auf, dass ein Rockstar, der alles habe, was sich Gallagher selbst wünsche, herumjammere und sterben wolle. Er hingegen sagte sich, dass er sich selbst liebe und für immer leben wolle. Das inspirierte ihn zum restlichen Text. Er hatte vorgehabt, einen Song zu schreiben, der eine ähnliche Tiefe und Romantik habe wie Wild Horses (ebenfalls von den Rolling Stones). Später sagte er über den Song: “It’s a song of pride, it’s a song about youth, it’s a song about knowing who you are.” (deutsch: „Es ist ein Lied des Stolzes, es ist ein Lied über Jugend, es ist ein Lied darüber, zu wissen, wer Du bist.“) Laut Liam Gallagher handelt das Lied lediglich davon, für immer zu leben. Es ist sein Lieblingslied von Oasis.

## Aufnahme
Live Forever wurde in den Clear Studios in Manchester aufgenommen. Produzenten waren die Band Oasis sowie Mark Coyle und Owen Morris. Der Radio Edit dauert 3:43 Minuten, während die Albumversion von Definitely Maybe mit 4:37 Minuten etwas länger ist.

### Besetzung
Die Band Oasis bestand zum Zeitpunkt der Aufnahme aus Liam Gallagher (Gesang), Noel Gallagher (Lead-Gitarre), Paul Arthurs (Gitarre), Paul McGuigan (Bass) und Tony McCarroll (Schlagzeug).

### Titelliste

#### Britische CD-Single
1. Live Forever
2. Up in the Sky (Acoustic)
3. Cloudburst
4. Supersonic (Live)

#### Europäische CD-Single
1. Live Forever (Radio Edit)
2. Live Forever
3. Up in the Sky (Acoustic)
4. Cloudburst
5. Supersonic (Live)

## Rezeption
Bevor die Single veröffentlicht wurde, spielten Oasis den Song bereits ein gutes Jahr lang bei Konzerten. Der Song wurde so häufig bei Berichten über diese Auftritte genannt, dass die Veröffentlichung als überfällig bezeichnet wurde. Der kommerzielle Erfolg der Single wirkte sich auch positiv auf die Verkaufszahlen des Debütalbums aus. Die Single erreichte mit einem Einstieg Platz 10 gleich ihren Höhepunkt in den britischen Charts. Somit war Live Forever die erste Single von Oasis, die die britischen Top 10 erreichte.
Alan McGee, den Betreiber des Labels Creation Records, überzeugte der Song davon, dass Oasis die größte Band der Welt werden könnten. Er bezeichnet den Moment, als er den Song zum ersten Mal hörte, als “It was probably the single greatest moment I’ve ever experienced with them.” (deutsch: „Es war wahrscheinlich der eine größte Moment, den ich je mit ihnen erlebt habe.“) Der NME traute den Gallaghers zum Veröffentlichungszeitpunkt der Single zu, die Welt auf ihren Fingern tanzen zu lassen, und war überrascht, dass ihnen dabei so ein hübscher Song gelungen ist. Der All Music Guide beschrieb den Song als denjenigen, der zeigte, dass die Band wirklich etwas habe. Als besonders bemerkenswert wurde die Songzeile „You and I are gonna live forever“ angesehen, die in dem Song eine Art Ersatzrefrain darstellt. Gallagher äußerte im Kommentar zu Live Forever auf der DVD zu Definitely Maybe, dass für ihn die Zeile „We see things they’ll never see“ für ihn die wichtigste Textzeile ist, weil sie sich auf die Vertrautheit alter Freunde beziehe, die über Witze und Geschichten lachen, die ansonsten niemand versteht.
In einer Abstimmung auf der offiziellen Website von Oasis wurde Live Forever zum besten Song der Band gewählt. In einer Umfrage des Magazins Q wurde Live Forever 2006 gar zum besten Song aller Zeiten gewählt. Pitchfork Media bezeichnete den Song 2006 als „the group’s best-ever track“ und lobte dessen furchtlosen Optimismus. 2007 belegte der Song in einer Umfrage des NME und des britischen Radiosenders XFM, in der nach den großartigsten Indie-Hymnen aller Zeiten gefragt wurde, ebenfalls Platz 1. Darauf angesprochen, was nach Live Forever noch kommen solle, äußerte sich Gallagher später, dass er den Song gar nicht so gut fände und glaube, dass er es besser machen könne.
In Neuseeland erreichte die Single Platz 43. In Deutschland, Österreich und der Schweiz erreichte Live Forever die Singlecharts nicht. Nach dem Erfolg der Single Wonderwall vom Nachfolgealbum (What’s the Story) Morning Glory? ein Jahr später erreichte der Song in den USA Platz 10 der Billboard Mainstream Rock Tracks und sogar Platz 2 der Billboard Modern Rock Tracks.

## Kommerzieller Erfolg

### Chartplatzierungen
| ChartsChartplatzierungen     | Höchstplatzierung | Wochen |
| ---------------------------- | ----------------- | ------ |
| Vereinigtes Königreich (OCC) | 8 (73 Wo.)        | 73     |

### Auszeichnungen für Musikverkäufe
| Land/Region                  | Auszeichnungen für Musikverkäufe (Land/Region, Auszeichnung, Verkäufe) | Verkäufe  |
| ---------------------------- | ---------------------------------------------------------------------- | --------- |
| Italien (FIMI)               | Gold                                                                   | 50.000    |
| Vereinigtes Königreich (BPI) | 3× Platin                                                              | 1.800.000 |
| Insgesamt                    | 1× Gold · 3× Platin ·                                                  | 1.850.000 |

Hauptartikel: Oasis/Auszeichnungen für Musikverkäufe

## Popkulturelle Anspielungen
Das Haus auf dem Cover der Single ist 251 Menlove Avenue, das Zuhause von John Lennon, als er ein Kind war. Obwohl der Song von den Rolling Stones inspiriert wurde, wurden die Bezüge zu den Beatles und Lennon in der Öffentlichkeit deutlicher wahrgenommen und Sänger Liam Gallagher sogar als Ersatz-Lennon bezeichnet.
In dem Video zu Live Forever wird gezeigt, wie der Schlagzeuger Tony McCarroll von den anderen Bandmitgliedern lebendig begraben wird. Weniger als ein Jahr später gingen die Band und ihr Schlagzeuger getrennte Wege. Ein Teil der britischen Versionen des Promo-Videos wurden im Strawberry Fields Memorial gedreht, der Platz im New Yorker Central Park, der Lennon gewidmet ist. Ein für den amerikanischen Markt produziertes Video, das Nick Egan drehte, zeigt die Band, wie sie in einem Büro sitzt, in dem Bilder von Lennon, Cobain, Sid Vicious, Jim Morrison, Brian Jones, Jimi Hendrix, Marc Bolan und Bobby Moore an der Wand hängen.
Im Stück Im Taxi weinen von ihrem Debütalbum Du und wieviel von deinen Freunden beziehen sich Kettcar mit der Zeile „Der Tag an dem wir uns 'We’re gonna live forever’ auf die Oberschenkel tätowierten“ auf den Oasis-Song. Die Mitglieder von Sugarplum Fairy nahmen eine Probe von Live Forever zum Anlass, die Band zu gründen.